# Nikolai Tatarinov
Nikolai Tatarinov (n. 14 decembrie 1927, Blahodatne⁠(d), Khartsyzk City council⁠(d), RSS Ucraineană, URSS – d. 29 mai 2017, Sankt Petersburg, Rusia) a fost un sportiv ce a reprezentat Uniunea Republicilor Sovietice Socialiste, medaliat olimpic. A participat la o ediție a Jocurilor Olimpice (1960) în care a câștigat o medalie de argint.

## Biografie
Tatarinov s-a născut în satul Voikovo, situat în actuala regiune Donețk din Ucraina. Și-a început cariera sportivă în perioada în care studia la o școală de aviație din Voroșilovgrad (astăzi Luhansk), după absolvirea a nouă clase în orașul Tula în anul 1944. În 1945, a fost transferat la o școală militară de transmisiuni din Harkov. A activat în cadrul Districtului Militar Baltic, acumulând experiență militară și sportivă. În anul 1950, a fost admis la Institutul Militar de Educație Fizică din Leningrad, după o scurtă perioadă petrecută la Academia de Aviație „Mozhaiski”, pe care a părăsit-o pentru a se dedica complet carierei sportive. A absolvit institutul cu medalie de aur. A început să practice pentatlonul modern în anul 1952, iar în 1954, la campionatul Republicii Ucraina, a câștigat trei dintre cele cinci probe, ocupând locul întâi în clasamentul general. Acest rezultat i-a adus titlul de Maestru al sportului al URSS.

## Carieră sportivă
În 1956 a debutat la nivel național în cadrul Spartachiadei Popoarelor URSS, clasându-se pe locul 21, însă cu rezultate promițătoare la patru din cele cinci probe. În anul următor, deși inițial nu fusese selecționat pentru competițiile internaționale, a participat totuși la Festivalul Mondial al Tineretului și Studenților, unde s-a clasat al doilea, imediat după celebrul Igor Novikov. La Campionatul Mondial din 1957, Tatarinov a ocupat locul al treilea, contribuind decisiv la clasarea echipei URSS pe primul loc. A continuat să participe la competiții de nivel înalt, obținând în total trei titluri mondiale pe echipe între 1957 și 1959, precum și titlul de campion al URSS (1957–1959).De asemenea, a cucerit medalia de bronz la Spartachiada armatelor prietene din 1958, în proba pe echipe de pentatlon modern, și argintul în triatlonul militar aplicativ. În 1959 a fost campion național al URSS în cadrul celei de-a doua ediții a Spartachiadei, în componența echipei Leningradului.
Pe lângă activitatea sportivă, Tatarinov a fost și un cadru militar de carieră, având gradul de locotenent-colonel în rezervă. După retragerea din sportul de performanță, a predat timp de peste 20 de ani la Academia Militaro-Medicală din Sankt Petersburg, în cadrul catedrei de educație fizică.

## Distincții
- Ordinul „Semnul Onoarei” (Знак Почёта) – 16 septembrie 1960, pentru participarea la Jocurile Olimpice de la Roma 1960 și realizările sportive remarcabile.
- Medalia „Pentru merite de luptă” (За боевые заслуги) – pentru serviciul militar.
- Medalia „Pentru victoria asupra Germaniei în Marele Război pentru Apărarea Patriei” – acordată veteranilor celui de-al Doilea Război Mondial.

## Moarte
Nikolai Tatarinov a decedat pe 29 mai 2017, în Sankt Petersburg, la vârsta de 89 de ani.

## Participări
Lista de mai jos prezintă principalele competiții la care a participat Nikolai Tatarinov de-a lungul carierei.
- Pentathlon moderno ai Giochi della XVII Olimpiade[*]